# Jean Godard (réalisateur)
Jean Godard, né le 10 janvier 1894 dans le 17e arrondissement de Paris et mort le 15 mars 1979 à Sèvres, est un acteur et réalisateur français.
Il est surtout connu pour avoir réalisé Pour un soir avec Jean Gabin.

## Filmographie

### Cinéma

#### Acteur
- 1927 : Le Sous-marin de cristal de Marcel Vandal
- 1928 : L'Argent de Marcel L'Herbier
- 1929 : Le Danseur inconnu de René Barberis
- 1929 : Monte Cristo de Henri Fescourt
- 1929 : Chacun porte sa croix de Jean Choux
- 1929 : L'Âme de Pierre de Gaston Roudès
- 1929 : L'Arpète d'Émile-Bernard Donatien

### Réalisateur
- 1931 : Pour un soir..!